# Paul Dalbret

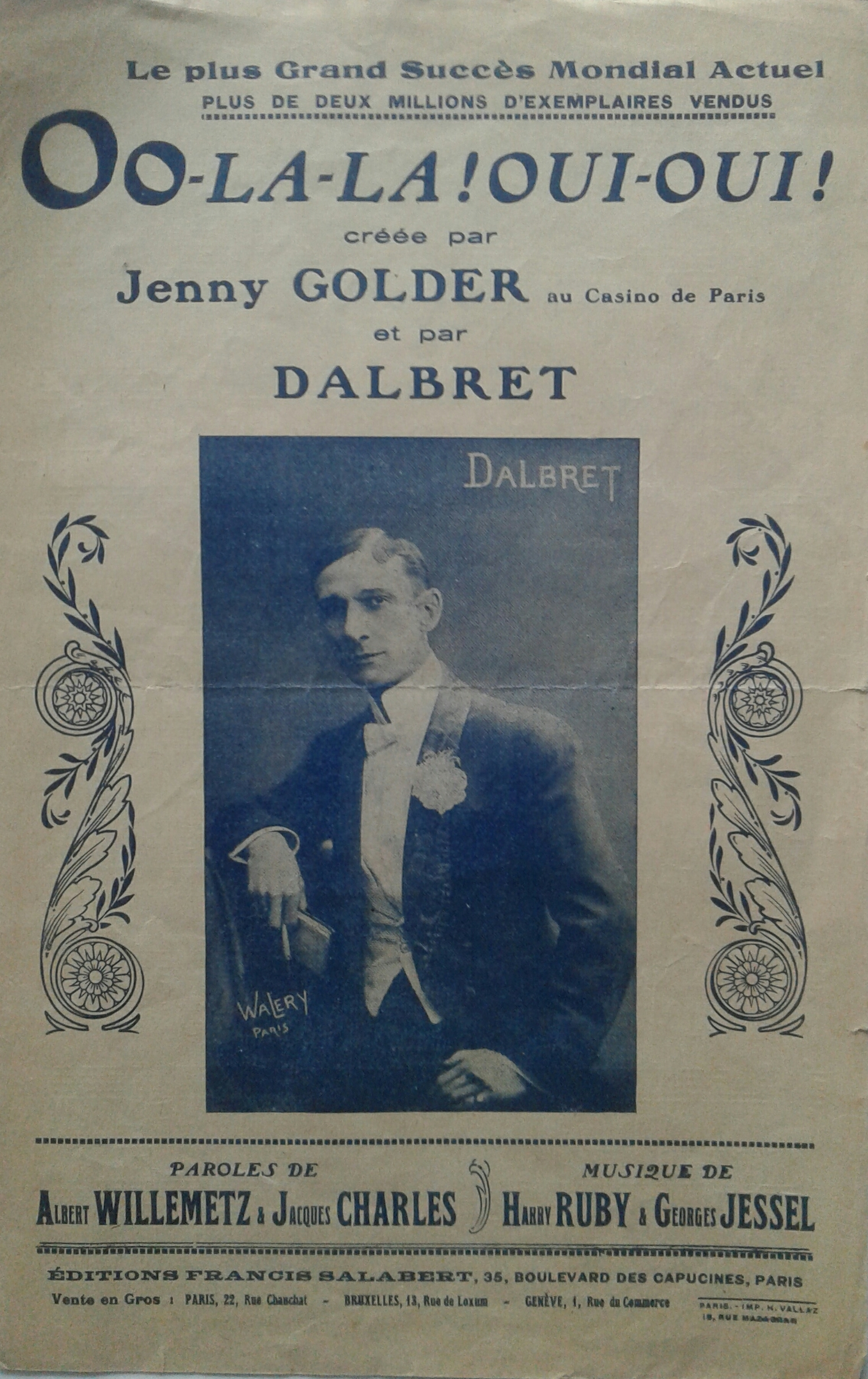

Auguste Paul  Van Trappe dit Paul Dalbret, né le 2 avril 1876 dans le 11e arrondissement de Paris et mort le 3 mars 1927 dans le 13e arrondissement de Marseille, est un auteur-compositeur-interprète français.

## Biographie
Né boulevard Voltaire dans une famille modeste d'origine belge par son père, employé de commerce, et lorraine par sa mère, piqueuse de bottines, il devient orphelin à l'âge de 13 ans. Il entre comme apprenti dans les ateliers de la Compagnie des chemins de fer de l'Est où il obtient la qualification d'ouvrier sellier-tapissier. Il commence alors à fréquenter les cabarets de la Butte Montmartre toute proche. Il participe à des auditions où il se fait remarquer par ses qualités de diseur. Il finit par se produire sur scène le soir après son travail.
C'est à cette époque que Paul Van Trappe choisit comme nom d'artiste celui de Paul Dalbret. On ignore l'origine de ce pseudonyme. On peut seulement rappeler qu'à la même époque une certaine Marie Dalbret, artiste lyrique, donnait des leçons de chant à Paris. Le futur Paul Dalbret aurait-il été son élève ? 
Après avoir effectué son service militaire au 51e régiment d'infanterie de Beauvais où il ne reste qu'un an (1899-1900), il quitte alors définitivement son travail aux chemins de fer et commence sa carrière artistique au Trianon dans la revue Paris au fond de la mer au côté de Mistinguett.
On le retrouve ensuite sur de nombreuses scènes parisiennes, à la Pépinière, au Concert européen, au Théâtre de la Gaîté-Montparnasse, au Palais de Cristal, à la Scala, à la Gaité-Rochechouart (1903), ou au Bataclan, entre autres, mais aussi en Belgique et en Suisse au Kursaal de Genève. À l'âge de 28 ans, il commence à enregistrer chez Pathé, où il reste sous contrat jusqu'en 1924. Il enregistre également chez Odéon de 1904 à 1910, ainsi que chez Edison de 1906 à 1908. C'est également en 1904 qu'il est engagé au théâtre de l'Alcazar à Marseille. Séduit par la ville et l'accueil de ses habitants, il décide de s'installer dans le quartier de Château Gombert dans le 13e arrondissement où il se marie le 29 mai 1906. Dès lors, il mène une carrière bien remplie, tant sur les scènes parisiennes que marseillaises, jusqu'à la déclaration de guerre. 
Mobilisé en août 1914, il est affecté au 15e régiment d'infanterie territorial dans les Vosges où il ne restera cantonné que 5 mois. En janvier 1915, il est en effet réformé par la commission de réforme de Marseille pour cause de bronchite tuberculeuse. Jusqu'à la fin de la guerre, il compose et enregistre de nombreuses chansons à caractère patriotique. Malgré les difficultés respiratoires liées à sa maladie, il reprend dès 1919 le chemin des scènes de spectacles et des tournées, tant en province qu'à l'étranger (Belgique). Mais à partir de 1924, son état pulmonaire s'aggrave et il doit progressivement ralentir ses activités. Il arrête définitivement les séances d'enregistrements qui l'épuisent. Alité depuis plusieurs mois à la suite d'un malaise sur scène, il meurt à Marseille le 3 mars 1927 dans sa propriété du Petit Clos. Il allait avoir 51 ans.  
La municipalité de Marseille honore sa mémoire en donnant son nom à l'avenue qui sera ouverte près de son ancien domicile. Paul Dalbret est ainsi un des rares chanteurs de la Belle Époque à avoir une rue à son nom.
Son nom est également donné à un des personnages du film de Christian Chamborant Patrouille blanche sorti en 1941 dans lequel l'ingénieur Paul Dalbret est interprété par Lucien Dalsace. Le scénariste Amédée Pons, marseillais d'origine, a sans doute ainsi voulu rendre un discret hommage à l'artiste marseillais d'adoption disparu 15 ans plus tôt.

## Répertoire (scène et enregistrements)
Le répertoire de Paul Dalbret  est en cours de reconstitution. Dalbret est l'auteur des paroles et/ou des musiques d'au moins cinquante chansons. Il a enregistré de nombreux titres, de son répertoire ou de celui d'autres chanteurs.
D'abord interprète, il devient compositeur et/ou parolier-compositeur (la date précise n'est pas connue, peut-être 1907). Sa première chanson connue est La légende des flots bleus qui rencontre rapidement un véritable succès. Interprétée par de nombreux artistes à l'époque, elle est utilisée pendant la Grande Guerre pour des chansons « sur l'air de » ; reprise par Berthe Sylva et Simone Langlois, cette composition de Paul Dalbret est passée à la postérité. C'est aussi le cas pour Les hiboux, reprise par Édith Piaf, La valse chaloupée (1908), Ne jouez pas aux soldats (1921), et surtout Arrêtez les aiguilles (1925), un grand succès de Berthe Sylva, qui est reprise par Les Sunlights dans les années soixante.
Dès le début de sa carrière, le répertoire de Dalbret se compose de chansons sociales et de chansons grivoises. Dalbret a enregistré deux titres de Montéhus, et plusieurs chansons de Georges Villard.
Titres
- La légende des flots bleus, musique Paul Dalbret et Henri Christiné, paroles Raoul Le Peltier (disques Pathé 1907 et Edison 1908)
- La jolie boiteuse, Parole de Paul Briollet et Léo Lelièvre, Musique de Désiré Berniaux. (1907)
- Sonnez, grelots. Chanson-marche créée par Dalbret, paroles Louis-Ferdinand Bénech, musique de Louis Billaut et Paul Dalbret, Margueritat éditeur (sans date - sans cotage) - (disque Pathé 1907)
- La valse chaloupée. Paroles Léo Lelièvre et Lucien Boyer, Musique Charles Dubourg sur des motifs de Jacques Offenbach (disque Pathé 1908)
- Les enfants… c'est la vie. Créée, paroles Léo Lelièvre, Musique Dalbret et A. Mario, Margueritat éditeur
- Cœur d'enfant, musique Paul Dalbret et Saint-Gilles, paroles Paul Ribaut et Cassandre (disques Pathé et Odéon 1908) - petit format illustré par Pierre Mac Orlan
- L'Étrangère ou la petite étrangère, paroles et musique de Bénech et Dumont, éd. Bénech (LBP193), 1913, chanson créée par Dalbret
- Ma mère m'a défendu, musique Paul Dalbret et Alcib Mario, paroles Léo Lelièvre (disques Pathé et Odéon 1909)
- Tout le long du quai, paroles de Briolet et Lelièvre. Créée par P. Dalbret à l'Olympia (1916 - Éditions Dufrenne, 19 Fg St Martin - Paris)
- Le chant des coloniaux, paroles et musique Paul Dalbret (disque Pathé 1917)
- Le chien de Mme Elise, paroles Louis Bouquet, musique Paul Dalbret, Louis Bouquet éditeur (cotage LB145), 1917/1918 (disque Pathé ??? 1917)
- Descendez, on vous demande, paroles et musique Paul Dalbret (disque Pathé 1917)
- Un p'tit coup d' pinard, paroles et musique Paul Dalbret (disque Pathé 1917)
- Les serments et les roses, paroles et musique Paul Dalbret (disque Pathé 1917)
- La petite médaille en argent, paroles et musique Paul Dalbret (disque Pathé 1918)
- Assez d' bas de soie, paroles et musique Paul Dalbret (disque Pathé 1920)
- La fleur d'amour, paroles et musique Paul Dalbret (disque Pathé 1920)
- On a décoré la ville, paroles et musique Paul Dalbret (disque Pathé 1920)
- Les plus belles femmes, paroles et musique Paul Dalbret (disque Pathé 1920)
- Sans m'en apercevoir, paroles et musique Paul Dalbret (disque Pathé 1920)
- Vous êtes mouillée, Mad'moiselle, paroles et musique Paul Dalbret (disque Pathé 1920)
- Cœur d'artichaut, paroles et musique Paul Dalbret (disque Pathé 1921)
- Un p'tit mot, paroles et musique Paul Dalbret (disque Pathé 1921)
- Si ça durait tout le temps, musique de F. Petit, paroles Paul Dalbret (disque Pathé 1921)
- Les yeux sont les reflets du cœur, paroles et musique Paul Dalbret (disque Pathé 1921)
- Tant qu'il y aura de l'amour, paroles et musique Paul Dalbret (disque Pathé 1921)
- Une femme du monde à moi, musique de Paul Dalbret, paroles Paul Dalbret et Paul Briollet (disque Pathé 1924)
- Quand on n'a pas ce qu'on aime, paroles et musique Paul Dalbret (disque Pathé 1924)

## Dalbret vu par
Georgius dans ses Mémoires : « Vers 1910, il y avait quatre chefs de file au café-concert : Mayol, Fragson, Dranem, Polin. À l'étage au-dessous arrivait Dalbret. Il aurait bien voulu parvenir à l'étage supérieur mais il n'y parvint jamais.»
Paul Dalbret à Château Gombert : gombertois

## Titres
- Membre de la Société des auteurs et compositeurs dramatiques.
- Membre de la Société des Auteurs et Compositeurs Lyriques.
- Membre de la Société de Secours Mutuels des Artistes Lyriques.

## Distinctions
- Officier d'académie (arrêté ministériel du 21 novembre 1908).
- Officier de l'Instruction publique
- Chevalier de l'ordre du Mérite agricole
- Médaille interalliée de la Victoire
- Médaille commémorative de la guerre 1914-1918.

## Sources
Paul Dalbret n'a pas rédigé ses mémoires ni confié ses souvenirs. Sa carrière comme son répertoire ont pu être reconstitués grâce à la consultation d'articles parus dans les revues artistiques[réf. souhaitée], les programmes de spectacles[réf. souhaitée] et la presse tant parisienne que marseillaise[réf. souhaitée] ainsi que de témoins de l'époque[réf. souhaitée], tels que Georgius[réf. souhaitée], qui ont croisé Paul Dalbret au cours de leur existence.